# Eupilaria auranticolor
Eupilaria auranticolor är en tvåvingeart som först beskrevs av Alexander 1932.  Eupilaria auranticolor ingår i släktet Eupilaria och familjen småharkrankar. Inga underarter finns listade i Catalogue of Life.